# Barco
Barco N.V. er en belgisk skærmteknolgivirksomhed, der producerer display-produkter og -systemer. De er specialiseret i DLP-Projektorer, LED-billedskærme, fladskærme og diverse applikationer. Virksomheden blev grundlagt i 1934 og har hovedkvarter i Kortrijk.
Navnet er et akronym for Belgian American Radio COrporation.